# L3Harris OA-1K Skyraider II
Air Tractor L3Harris OA-1K Skyraider II (назва у виробника AT-802U Sky Warden) — американський одномоторний легкий штурмовик/розвідувальний турбогвинтовий літак, побудований компаніями Air Tractor та L3Harris для програми «Armed Overwatch» підтримки спецпідрозділів Командування спеціальних операцій США (SOCOM). Він був розроблений на базі Air Tractor AT-802, американського літака, який використовується для сільського господарства та пожежогасіння та був мілітаризований в інших програмах.
Літак AT-802U Sky Warden виграв конкурс оголошений «Armed Overwatch», і 1 серпня 2022 року Командування сил спецоперацій оголосило про контракт на 3 мільярди доларів США на закупівлю 75 літаків до 2029 року.

## Дизайн та розробка
Літак AT-802U Sky Warden був розроблений на базі літака Air Tractor AT-802 для озброєного патрулювання Командуванням спеціальних операцій. Версія AT-802 роками використовувалася для знищення посівів листя коки (що використовується у виробництві незаконних наркотиків), і тому вже була оснащена легким композитним балістичним бронюванням для моторного відсіку і кабіни пілотів. Лобове скло має плоскі куленепробивні скляні панелі. Кабіна пілотів побудована зі сталевої трубчастої рами, яка виконує функцію каркаса безпеки, і може витримувати всю вагу літака.
Літак не призначений для встановлення катапультних крісел. Паливні магістралі та паливний бак самогерметичні та мають функцію аварійного зливу палива. Системи безпеки включають 5-точковий ремінь безпеки з подушками безпеки. Основні елементи керування польотом присутні як на передніх, так і на задніх сидіннях. Конфігурація шасі відрізняється від більшості сучасних літаків тим, що вона має хвостове колесо, що оптимально для зльоту та посадки на жорстких та невдосконалених злітно-посадкових смугах.
AT-802U був розроблений для швидкого розгортання та може бути розібраний протягом одного дня, щоб поміститися в один вантажний літак C-17. Потім його можна знову зібрати до стану готовності до виконання завдань протягом одного дня.
1 серпня 2022 року компанії Air Tractor та L3Harris отримали контракт на суму 3 мільярди доларів США на 75 літаків. Контракт передбачав авансовий платіж у розмірі 170 мільйонів доларів США, а решта суми виплачувалася в міру постачання побудованих літаків. Літак будується у два етапи: планер будується компанією Air Tractor в Олні, штат Техас, а броня та системи озброєння встановлюються компанією L3Harris в Талсі, штат Оклахома. Він має замінити U-28A Draco, який часто використовується для операцій проти повстанців.
AT-802U офіційно отримав позначення OA-1K наприкінці 2022 року. Це позначення означає, що літак є версією непов'язаного та давно знятого з озброєння A-1 Skyraider, ще одного штурмовика з хвостовим двигуном, який у минулому використовувався Командуванням спеціальних операцій ВПС (AFSOC). Однак це робить це позначення несистематичним. 27 лютого 2025 року посадовці AFSOC оголосили, що літак у ВПС США називатиметься «Skyraider II» на честь A-1 Skyraider.
15 грудня 2023 року урядова рахункова палата США опублікувала звіт, у якому закликала Міністерство оборони уповільнити програму, доки SOCOM не надасть кращого обґрунтування для такої кількості літаків. GAO припустило, що SOCOM потребує «суттєво меншого» парку Sky Warden, але вказувало рекомендовану їх кількість. У вересні 2024 року стало відомо, що у березні попереднього року замовлення було скорочено з 75 до 62 літаків.

## Історія експлуатації

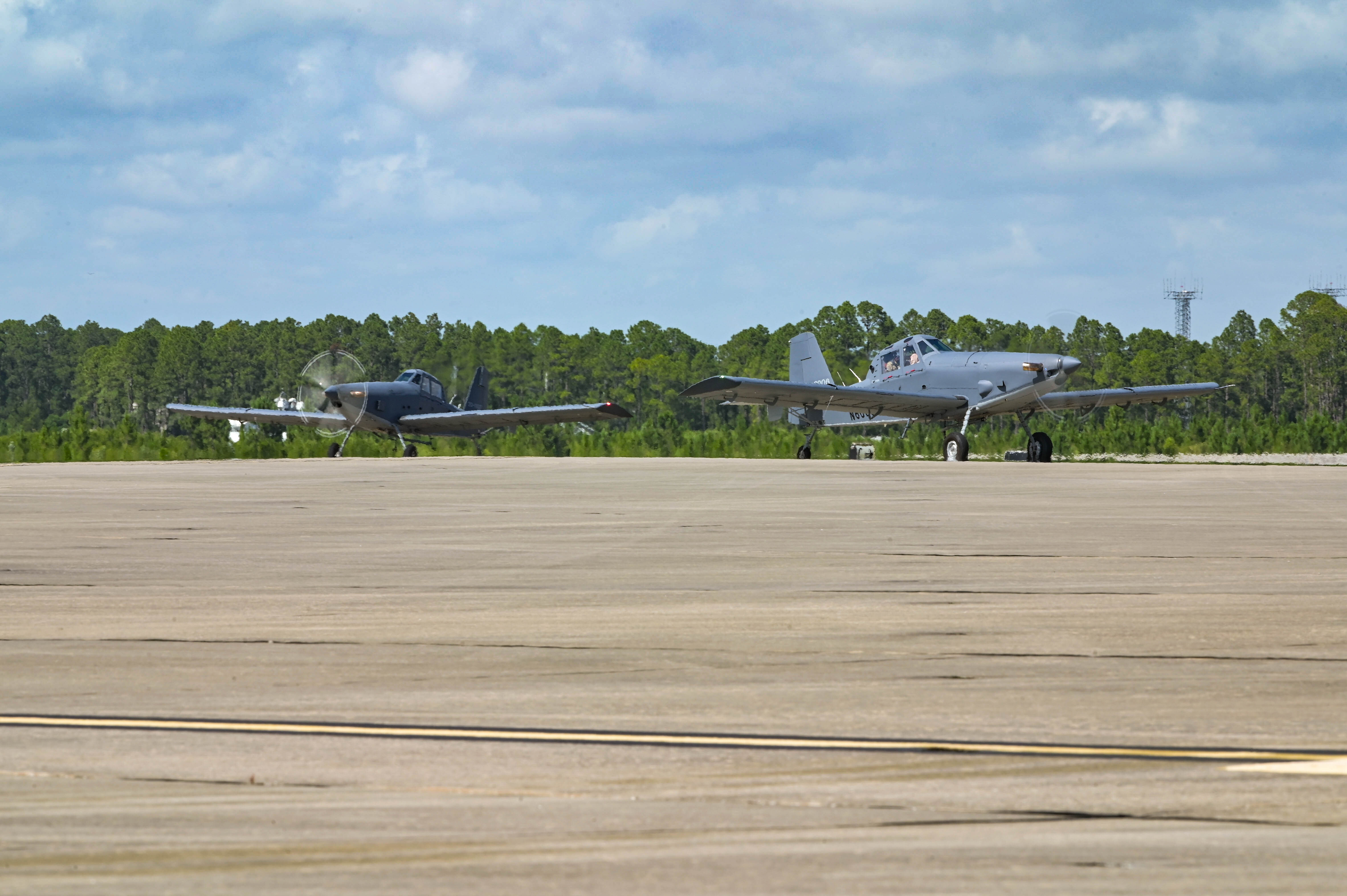
Два AT-802U прибувають на аеродром Герлберт у червні 2024 року.

28 червня 2024 року два літаки AT-802U (літаки Air Tractor, немодифіковані L3Harris) були доставлені на аеродром Херлберт у Флориді для навчання пілотів-випробувачів та початкового складу перед прибуттям OA-1K; навчання розпочалося тиждень з 8 липня. 29 липня один з літаків було переміщено на авіабазу Національної гвардії імені Вілла Роджерса в Оклахома-Сіті для навчання початкового складу 17-ї ескадрильї спеціальних операцій, офіційного навчального підрозділу (FTU) для OA-1K. Інший мав прибути пізніше того ж року.
Перший OA-1K, що пройшов місію, був доставлений AFSOC 3 квітня 2025 року на аеродромі Херлберт-Філд, штат Флорида. Подальші планери планується доставити до 17-ї ескадрильї спеціальних операцій, навчального підрозділу (FTU) літака на авіабазі Національної гвардії імені Вілла Роджерса.

## Оператори
AFSOC планує розмістити OA-1K на аеродромі Герлберт-Філд, авіабазі Кеннон, авіабазі Девіс-Монтан та авіабазі Національної гвардії імені Вілла Роджерса.
 США
- Повітряні сили США
  - Командування спеціальних операцій Повітряних сил (AFSOC)[8]
    - 492-ге крило спеціальних операцій
      - 17-та ескадрилья спеціальних операцій. Формальний навчальний підрозділ (FTU) OA-1K, відповідальний за навчання нових пілотів та WSO у співпраці з 185-ю ескадрильєю спеціальних операцій Повітряної національної гвардії Оклахоми, також дислокованою на авіабазі Національної гвардії імені Вілла Роджерса.[14]

  - Національна гвардія повітряних сил Оклахоми
    - 137-й корпус спеціальних операцій
      - 185-та ескадрилья спеціальних операцій

## Технічні характеристики (AT-802U)
Основні характеристики
- Довжина: 11,4 м
- Висота: 4,0 м
- Розмах крила: 18,06 м

- Площа крила: 37,3 м²
- Маса порожнього: 3,554 кг
- Максимальна злітна маса: 7,257 кг

Льотні характеристики
- Максимальна швидкість: 394 км/год
- Крейсерська швидкість: 330 км/год
- Практична дальність: 2,413 км